# Franco Pedrotti
Franco Pedrotti (Trento, 11 aprile 1934) è un botanico, cartografo ed ecologo italiano.

## Biografia
Già professore ordinario di Botanica, disciplina che ha insegnato negli atenei di Padova, Milano, Catania, Ferrara, è professore emerito dell'Università degli Studi di Camerino, dove ha diretto il Dipartimento di Botanica ed Ecologia e dove dirige la scuola di specializzazione in gestione dell'ambiente naturale e delle aree naturali protette. È stato insignito di quattro lauree honoris causa: due in Biologia, conferitegli dagli atenei di Cluj-Napoca (Università "Babeş-Bolyai") e di Iași (Università "A.I.Cuzain"), entrambi in Romania, una in Ecologia e Biogeografia dall'Università degli Studi di Palermo e una in Geoarchitettura dall'Università della Bretagna Occidentale a Brest. È stato presidente della Società Botanica Italiana e della Commissione per la flora del Ministero dell'ambiente ed è membro del comitato scientifico di Pro Natura.
Si è occupato e si occupa, in particolare, di studi di geobotanica e fitodinamica, per i quali ha redatto specifiche cartografie e pubblicato numerosi saggi, così come dell'inquadramento di problemi ambientali e di conservazione naturalistica, nonché della storia dell'ambientalismo, con particolare riferimento all'opera di alcuni dei principali esponenti del primo movimento per la protezione della natura e dei parchi nazionali italiani, fra cui Alessandro Ghigi, Pietro Romualdo Pirotta, Erminio Sipari e Renzo Videsott. Ha curato alcune Guide alla natura edite tra il 1975 e il 1977, e più volte ristampate, dalla Arnoldo Mondadori Editore, in collaborazione con il WWF, ed è stato fra i redattori del volume sui Parchi nazionali uscito per la De Agostini nel 1978. È anche curatore della collana Geobotany Studies per la Springer.
È presidente dell'Accademia degli Accesi di Trento.
| F.Pedrotti è l'abbreviazione standard utilizzata per le piante descritte da Franco Pedrotti. Consulta l'elenco delle piante assegnate a questo autore dall'IPNI. |

## Opere principali

### Cartografie
- Carta del paesaggio vegetale delle Marche, Camerino 1970.
- Carta della vegetazione del Parco Nazionale dello Stelvio, Ministero dell'Agricoltura, Bormio 1974.
- Carta della vegetazione del foglio Trento, CNR, Roma 1981.
- Carta della vegetazione del Foglio Acquasanta, CNR, Roma 1982.
- Carta della vegetazione del foglio Borgo Valsugana, IGM, Firenze 1987.
- Carta della naturalita della vegetazione della regione Trentino-Alto Adige, Firenze 1997.
- Cartografia geobotanica, Pitagora, Bologna 2004.
- Plant and Vegetation Mapping, Springer, Berlino 2013.

### Monografie
- Alle origini del Parco nazionale d'Abruzzo: le iniziative di Pietro Romualdo Pirotta, Università di Camerino, Camerino 1988.
- L'Arboreto dell'Università di Camerino, Camerino, Università degli Studi di Camerino, 1992, OCLC 797734192.
- Il fervore dei pochi: il movimento protezionistico italiano dal 1943 al 1971, Temi, Trento 1998.
- Il movimento italiano per la protezione della natura: 1948-1998, Università di Camerino, Camerino 2000.
- Scritti sulla tutela delle risorse vegetali, Temi, Trento 2004.
- Notizie storiche sul Parco nazionale dello Stelvio, Temi, Trento 2005.
- Biogeografia della foresta, Università di Palermo, Palermo 2007.
- Il Parco nazionale del Gran Paradiso nelle lettere di Renzo Videsott: trent'anni di protezione della natura in Italia, 1944-1974, Temi, Trento 2007.
- Notizie storiche sul parco naturale Adamello Brenta, Temi, Trento 2008.
- I pionieri della protezione della natura in Italia, Temi, Trento 2012.

### Curatele
- Guida alla natura della Lombardia e del Trentino Alto-Adige, Mondadori, Milano 1975.
- Guida alla natura della Emilia Romagna e Marche, Mondadori, Milano 1977.
- S.O.S. fauna: animali in pericolo in Italia. Scritti sulla difesa delle specie animali minacciate, WWF, Camerino 1976.
- 100 anni di ricerche botaniche in Italia, 1888-1988, Società Botanica Italiana, Firenze 1988.
- La societa botanica italiana per la protezione della natura: 1888-1990, Università di Camerino, Camerino 1990.
- I parchi nazionali nel pensiero di Renzo Videsott, Università di Camerino, Camerino 1996.
- La vegetation postglaciaire du passe et du present: syngenese, synecologie et synsystematique, Cramer, Berlino-Stoccarda 2004.